# Il piccolo amico (romanzo)
Il piccolo amico (The Little Friend) è un romanzo della scrittrice statunitense Donna Tartt. Il libro, il secondo dell'autrice, fu pubblicato nel 2002, un decennio dopo la sua opera d'esordio Dio di illusioni. Il romanzo fu accolto positivamente dalla critica, vinse il WH Smith Literary Award e fu tra i finalisti per l'Orange Prize.

## Trama
Nel Mississippi degli anni 60, il piccolo Robin Dufresnes, di nove anni, viene trovato impiccato a un ramo nella proprietà di famiglia. L'omicidio del bambino porta inevitabilmente a grossi cambiamenti nella famiglia: la madre Charlotte sprofonda nella depressione, mentre il padre Dixon diventa emotivamente distante e si concentra esclusivamente sul lavoro. Dodici anni più tardi la sorellina dodicenne Harriet ha sviluppato un morboso interesse nella morte del fratello e nel ramo materno della famiglia, i Cleve, una dinastia un tempo ben affermata e influente ma impoveritasi con gli anni. Harriet decide di risolvere il mistero dell'omicidio di Robin con l'aiuto del riluttante amichetto Hely Hull. I due bambini interrogano la domestica afroamericana Ida Rhew, che racconta che il giorno della sua morte Robin aveva litigato con un altro ragazzino, che Harriet scopre essere Danny Ratliff, il rampollo di una famiglia di piccoli criminali locali coinvolti nella produzione e spaccio di metanfetamina. 
Ad occuparsi degli affari di famiglia ci pensa il primogenito, Farrish Ratliff, che si avvale del fratello minore Danny e della nonna Gum. Farish sta preparando una grossa spedizione di droga nascosta in un furgone adibito al trasporto di serpenti velenosi, che il fratello Eugene Ratliff utilizza per le sue fanatiche predicazioni evangeliche. Harriet si è convinta che Danny è l'assassino di Robin e decide di vendicarsi rubando uno dei cobra di Eugene e di lasciarlo libero nella decappottabile del minore dei fratelli Ratliff. Harriet e Hely riescono a rubare il serpente dalla casa di Eugene e lo gettano da un cavalcavia proprio nella macchina di Danny; a guidare la vettura c'è però Gum, la nonna, che viene morsa dal serpente e viene ricoverata con urgenza. I Ratliff capiscono il coinvolgimento di Harriet nella vicenda e si mettono sulle sue tracce, aiutati dal fatto che la ragazzina è tornata prima dal campo estivo in seguito alla morte della sua prozia preferita.
Intanto Danny, stanco del business di famiglia, decide di vendere in segreto una partita di droga per fuggire con il ricavato. Farish è diventato dipendente dalla anfetamine che vende e comincia a comportarsi in modo aggressivo, violento e paranoico; il criminale finisce per rapire il fratello Danny che, credendo di essere in pericolo, gli spara e lo uccide. Danny sa che il fratello nascondeva la droga in un serbatoio idrico a torre, ma Harriet c'è arrivata prima di lui e si è già sbarazzata della droga gettandola nell'acqua putrida. Danny la coglie sul fatto e tenta di annegarla, non sapendo che la bambina è un'esperta apneista e che riesce a convincerlo di essere annegata prima di sfuggire dalla sua presa. Nella lotta che segue, Danny precipita in acqua non riuscendo ad uscirne dato che non sa nuotare, avendo paura dell'acqua, e che la scaletta crolla sotto i piedi di Harriet dopo che la ragazza riesce a mettersi in salvo. 
Tornata a casa, Harriet avrà una crisi causata dall'ingestione dell'acqua putrida del serbatoio, la madre e la nonna penseranno che ha avuto probabilmente una crisi epilettica, decidendo di portarla immediatamente in ospedale; durante una visita, il padre ammette che Danny era "il piccolo amico" di Robin e che il minore dei fratelli Ratliff era disperato dopo la morte del giovane Dufresnes. Le autorità non scoprono del coinvolgimento di Harriet ed Hely con i Ratliff e attribuiscono le ferite della ragazzina alla crisi epilettica. Intanto Danny viene salvato dalla polizia, che lo arresta per l'omicidio del fratello Farish. La vera identità dell'assassino di Robin rimarrà avvolta nel mistero.

## Personaggi principali
- Harriet Cleve Dufresnes, una brillante dodicenne ossessionata dall'omicidio del fratello. Ottima studentesse a lettrice accanita, Harriet è una ragazzina con pochi amici e considerata strana da compagni di classe e familiari. Soffre di epilessia.
- Hely Hull, ragazzino undicenne e migliore amico di Harriet. I due trascorrono molto tempo insieme nuotando ed esercitandosi a trattenere il respiro; Hely crede di essere innamorato dell'amica e tenta in tutti i modi di impressionarla.
- Danny Ratcliffe: uscito da poco di prigione, Danny è tornato nella cittadina natale, da cui pianifica di fuggire per cominciare una nuova vita altrove.
- Farish "Farsh" Ratcliff, il maggiore dei fratelli Ratcliff e capofamiglia. Tossicodipendente e dal fisico debilitato, Farish è stato in prigione numerose volte e nel corso del romanzo diventa sempre più paranoico e violento.

## Edizioni italiane
- Donna Tartt, Il piccolo amico, Rizzoli, 2003, ISBN 88-17-87152-4.